# Khàdim al-haramayn
Khàdim al-Haramayn o Khàdim al-Haramayn aix-Xarifayn (àrab: خادم الحرمين الشريفين, Ḫādim al-Ḥaramayn ax-Xarifayn, literalment ‘Servidor dels Dos Nobles Llocs Sants’, també traduït com ‘Servidor (o Custodi o Guardià) dels Sants Llocs (o de les Sagrades Mesquites)’) és un títol utilitzat pel rei de l'Aràbia Saudita que fa referència al fet que sota la seva jurisdicció es troben les dues principals ciutats santes de l'islam: la Meca i Medina.

## Origen
Com a títol ha estat emprat per diversos sobirans musulmans que han controlat, realment o teòrica, les ciutats de la Meca i Medina. El primer que el va utilitzar fou Saladí. Després fou utilitzat per alguns sultans mamelucs. El sultà otomà Selim I el va adoptar després de la conquesta d'Egipte el 1517, i posteriorment apareix a la titulació d'alguns altres sultans otomans.
El títol, que des del segle xvi havia romàs hereditari dins la família dels haiximites, duia aparellada una important càrrega de prestigi entre els musulmans. L'últim xerif haiximita, de fet, fou el cap de la Rebel·lió Àrab que, després del seu exili a Transjordània, s'intitulà califa, en una iniciativa que no va prosperar (el seu fill no va utilitzar el títol), però que dona idea del prestigi que havien adquirit els haiximites a través de la seva vinculació centenària amb les dues ciutats santes.

## Monarques saudites
Els saudites van incorporar la regió del Hiyaz, on hi ha les dues ciutats, al seu incipient regne el 1924. La conquesta del Hiyaz, en aquells dies un regne independent, va comportar la destitució i l'exili del seu governant, el xerif haiximita de la Meca. Aquesta figura s'encarregava de vetllar per la seguretat de les dues ciutats i la dels pelegrins que hi acudien des dels primers segles de l'islam. Exiliats els haiximites, els monarques de la casa de Saüd no podien reclamar el títol de xerifs perquè els faltava precisament la qualitat de xerifs, és a dir, de descendents de Mahoma, que sí que posseeixen els haiximites. Per aquesta raó el títol es va extingir.
Tanmateix, als anys 1980, en un intent de reeditar el prestigi dels antics xerifs, els saudites van associar a la dignitat de rei de l'Aràbia Saudita el títol de Guardià dels Dos Sants Llocs, que ja havia estat utilitzat pels governants de la Meca, però desvinculat de la condició xerifiana. El primer rei saudita en assumir el títol va ser Fahd, el 1986. El rei Fahd va substituir el tractament de Sa Majestat pel de Guardià dels Dos Sants Llocs, justificant-se en el fet que només Déu és majestuós. El rei Abdul·lah va prendre el mateix títol després de la mort del rei Fahd. La importància que els dirigents saudites concedeixen a aquest títol s'ha anat fent tan gran que sovint s'anteposa i eclipsa el títol de rei.

### Controvèrsia
Tot i la insistència en l'ús, els musulmans no solen reconèixer als monarques saudites una especial autoritat o prestigi de tipus religiós. La seva influència actual en el món islàmic té a veure molt més amb les rendes del petroli invertides en la difusió del wahhabisme (la forma peculiar d'entendre l'islam que defensen la família saudita) que amb el fet d'utilitzar el títol.